# Oenocarpus distichus
Oenocarpus distichus är en enhjärtbladig växtart som beskrevs av Carl Friedrich Philipp von Martius. Oenocarpus distichus ingår i släktet Oenocarpus och familjen Arecaceae. Inga underarter finns listade i Catalogue of Life.